# Whangarei Heads
Whangarei Heads – miasto w Nowej Zelandii, na Wyspie Północnej, w regionie Northland.